# Сокол га није волио
„Сокол га није волио” је југословенски филм из 1988. године. Режирао га је Бранко Шмит а сценарио су написали Бранко Шмит и Фабијан Шоваговић.

## Радња
У време Другог светског рата тврдокорни славонски сеоски газда Шима скрива свог сина Беноша на тавану, како би избегао његов одлазак у војску било које од зараћених страна. За Беноша је то велика траума јер остаје одвојен од вољене девојке фолксдојчерке, но Шима је неумољив. Како време одмиче, а рат се ближи завршној кулминацији, Беноша је све теже сакрити.

## Улоге
| Глумац              | Улога   |
| ------------------- | ------- |
| Фабијан Шоваговић   | Шима    |
| Филип Шоваговић     | Бенош   |
| Крунослав Шарић     | Андра   |
| Нада Суботић        | Стаза   |
| Иво Грегуревић      | Тома    |
| Сузана Николић      | Маргита |
| Мато Ерговић        | Стева   |
| Ђорђе Босанац       | Бона    |
| Бранка Трлин Матула | Реза    |
| Иво Фици            | Туцић   |
| Анкица Добрић       | Тонка   |
| Жељко Шестић        | Моча    |
| Љиљана Генер        | Бака    |
| Славко Јурага       | Јоца    |

Остале улоге  ▼
| Глумац               | Улога          |
| -------------------- | -------------- |
| Звонимир Торјанац    | Ханзика        |
| Дубравка Црнојевић   | Мартача        |
| Иван Томљеновиц      | Ловро          |
| Вида Јерман          | Ханзикина жена |
| Стјепан Бахерт       | Свећеник       |
| Давор Панић          | Младић         |
| Тихомир Арсић        | Циганин        |
| Иван Бркић           | Стражар        |
| Данило Попржен       | Стражар        |
| Славен Перак         | Дечак Јоза     |
| Слободан Миловановић | Таборник       |

## Награде
- Режисер је добитник награде Златни венац недељника Студио за режисера дебитанта[2]
- Ниш 88' - Награда за дебитантску улогу Филипу Шоваговићу[2][5]